# هاشم العيفاري
مخرج ومونتير وكاتب سيناريو عراقي، ولد في مدينة كربلاء – العراق، حصل على شهادة البكالوريوس في الإخراج السينمائي من جامعة بغداد كلية الفنون الجميلة قسم الفنون السينمائية والتلفزيونية فرع السينما. انتقل إلى العاصمة بغداد عام 2003، حيث عمل في بعض القنوات الفضائية العراقية بصفة مونتير، منها قناة العراقية وقناة الحرة الفضائية.  

## الورش السينمائية
شارك في عدد من الدورات والورش السينمائية من ضمنها ورشة أيام السينما العراقية في الهيئة الملكية للأفلام عام 2009 في العاصمة الأردنية عمان، حيث تضمنت عروض لأفلام عراقية تعالج قضايا يعيشها الإنسان العراقى المعاصر داخل وخارج وطنه. كذلك ورشة «أفلام حقوق الإنسان» في معهد غوته الألماني عام 2010 في مدينة اربيل، التي ساهمت في تأسيس مشاريع لأفلام قصيرة تتضمن مواضيع اجتماعية أيضا دراسة لكل التحديات التي تشكل عائقا امام تطور الأفلام في العراق. كذلك شارك في سوق السيناريو للأفلام الخليجية القصيرة ضمن مهرجان الخليج السينمائي في دبي في دورته الخامسة، ويهدف هذا المشروع إلى التطوير والارتقاء بمستوى مهارات كتابة النصوص السينمائية لدى السينمائيين والكُتّاب في المنطقة الخليجية، حيث اشرف المخرج المصري محمد خان على مشروع سيناريو كتبه هاشم العيفاري وعنوانه (شارع الذكريات).

## أفلام
انجز العيفاري عدد من الأفلام القصيرة والوثائقية، وقد حصلت اغلب هذه الأفلام على جوائز مهمة من خلال المشاركة في المهرجانات العربية والعالمية. حيث كان يهتم في صناعة الأفلام الوثائقية والأفلام القصيرة. ثم عمل مخرجاً سينمائياً في دائرة السينما والمسرح إحدى مؤسسات وزارة الثقافة العراقية 

## مجموعة سينمائية
عام 2013 ساهم في تأسيس مجموعة سينمائية تضم اغلب السينمائيين الشباب العراقيين واطلق عليها اسم مجموعة بغداد السينمائية، الغرض منها تجميع الطاقات الشبابية لأقامة ورش عمل وتبادل الخبرات كذلك انجاز أفلام قصيرة وساهم جميع أعضاء المجموعة في انتاجها.

## مواهب برلين
تم اختياره ضمن مواهب برلين في دورته الثانية عشرة، وهو برنامج في قسم أعمال وتطوير المواهب السينمائية ضمن فعاليات مهرجان برلين السينمائي الدولي الذي شمل على مجموعة واسعة من المحادثات وحلقات النقاش وورش العمل ودراسات الحالة وعروض أفلام حيث أتاح المهرجان له للتعاون مع المخرجين والمنتجين والخبراء المشهورين دوليا. في كل دورة يتم اختيار 250 مخرجا مبدعا من جميع انحاء العالم. والعيفاري أول مخرج عراقي يتم اختياره في هذه البرنامج.

## لجنة تحكيم
تم اختياره كعضو لجنة التحكيم الخاصة للأفلام الوثائقية في مهرجان وهران الدولي للفيلم العربي في دورته الثامنة بالجزائر، وترأس لجنة التحكيم نورالدين عدناني من الجزائر، بعضوية الناقد الفلسطيني بشار إبراهيم، ومن المغرب سلمى برقاش، ومن تونس فتحي جوادي. كذلك تم اختياره ضمن لجنة فرز واختيار الأفلام في مهرجان النهج السينمائي في دورته الثانية، حيث تم اختيار أثنان وأربعون فلماً للمشاركة في تلك الدورة التي أقيمت في مدينة كربلاء.

## مشروع إنجاز
كتب قصة وسيناريو فيلمه الأخير (4 أربعة عشر 24) الذي حصل على دعم من برنامج (إنجاز) ضمن (سوق دبي السينمائي) بالتعاون مع (إيمج نيشن أبوظبي)، إحدى شركات الإعلام والترفيه الرائدة في الشرق الأوسط، حيث تم تصوير الفيلم في بغداد. الفيلم يتحدث شاهد عيان يعيد احداث قصة امرأة تضحي بنفسها من اجل ايقاف ثأر بين عشيرتين.

## العاصمةواشنطن
عام 2016 انتقل إلى الولايات المتحدة الأمريكية وعمل في قناة إخبارية وثائقية، وخلال اقامته في العاصمة واشنطن اذ شارك في عدد من الورش والدراسات التي تهتم في صناعة الأفلام الوثائقية في اسلوب الاستوديوهات السينمائية الأمريكية في واشنطن، نيويورك وبنسلفانيا، اذ تم تبادل الخبرات في هذه المجال.

## الجوائز
- الجائزة الأولى من مهرجان السينما العراقية 2009 ، لفيلم «الصحافة»
- الجائزة الثانية من مهرجان ثقافات السينمائي 2009 ، لفيلم «الصحافة»
- الجائزة الأولى من مهرجان الخليج السينمائي 2010 ، لفيلم «غرباء في وطنهم»[19]
- الجائزة الثانية من مهرجان بغداد السينمائي الدولي 2011 ، لفيلم «ابتسم مرة أخرى»[20]
- جائزة لجنة التحكيم الخاصة من مهرجان العالم العربي للفيلم القصير 2012 ، لفيلم «ابتسم مرة أخرى»
- جائزة لجنة التحكيم الخاصة من مهرجان الخليج السينمائي 2012 ، لفيلم «ابتسم مرة أخرى»[21]

## أفلامه
- فيلم «الصحافة» تجريبي قصير [22]
- فيلم «غرباء في وطنهم» وثائقي قصير
- فيلم «طريق الصمت» فيلم قصير
- فيلم «نوارس السلام» وثائقي قصير
- فيلم «ابتسم مرة أخرى» فيلم قصير[23]
- فيلم «امرأة بدوية» وثائقي قصير
- فيلم «ذكريات الألم» وثائقي طويل
- فيلم «4 أربعة عشر 24»

## المهرجانات السينمائية
- مهرجان السينما العراقية/ بغداد 2009
- مهرجان ثقافات للفيلم القصير/ بغداد 2009
- مهرجان الخليج السينمائي / دبي (الدورات من عام 2009 إلى غالية 2013) خمسة سنوات متتالية.
- مهرجان ميلانو السينمائي الدولي 2009
- مهرجان الهيئة الملكية للأفلام / عمان 2009
- مهرجان بغداد السينمائي الدولي / بغداد 2011
- مهرجان فلسطين السينمائي الدولي 2012
- مهرجان العالم العربي للفيلم القصير 2012
- مهرجان «كابريوليه» السينمائي الدولي / بيروت 2013
- مهرجان بيروت السينمائي الدولي / بيروت 2013
- مهرجان ابوظبي السينمائي الدولي / ابوظبي 2013
- مهرجان برلين السينمائي الدولي 2014
- مهرجان وهران الدولي للفيلم العربي 2015
- المركز الثقافي العراقي في لندن [24]
- مهرجان واشنطن للفيلم العربي 2017
- مهرجان واشنطن السينمائي 2018